# Can Ruensa
Can Ruensa és un edifici al nucli urbà de la població de Viladamat (Alt Empordà), a la banda nord del nucli antic del poble, davant l'església parroquial de Sant Quirze. És un edifici cantoner de planta rectangular, format per dos cossos adossats. El principal presenta la coberta de dues vessants de teula i està distribuït en planta baixa i dos pisos. La façana principal, orientada a la plaça de l'Església, presenta un portal d'accés rectangular amb els brancals bastits amb carreus de pedra desbastats i la llinda plana sostinguda amb permòdols. Aquesta llinda està gravada amb el nom del propietari i l'any de construcció, "RAFEL ROENSA 1772", i una creu. Al seu costat hi ha un altre portal, d'arc rebaixat simple. Al pis, damunt del portal principal, hi ha un balcó exempt amb la llosana motllurada i el finestral de sortida rectangular, emmarcat amb carreus de pedra. Al costat hi ha una finestra emmarcada amb carreus de pedra i l'ampit motllurat. A la segona planta hi ha una galeria d'arcs rebaixats amb les impostes destacades. Posteriorment, les obertures foren empetitides i transformades en finestres. L'altre cos que forma part de l'edifici està adossat a la façana de migdia, està distribuït en dues plantes i cobert amb una gran terrassa descoberta, amb accés des de la segona planta de la casa. L'única obertura destacable és la finestra del pis, situada a la façana principal. Està emmarcada amb carreus de pedra, llinda plana i ampit motllurat. La construcció està arrebossada i pintada, amb carreus de pedra a les cantonades.